# Velillas
Velillas (Belillas en aragonés) es una localidad española perteneciente al municipio de Angüés, en la Hoya de Huesca, provincia de Huesca (Aragón).

## Historia
- El día 3 de mayo de 1093, el rey Sancho Ramírez de Aragón dio al monasterio de San Ponce de Tomeras el castillo de Velillas (LACARRA, Documentos, n.º.14)
- El día 8 de mayo de 1097, el rey Pedro I de Aragón dio al monasterio de San Ponce de Tomeras la villa de "Villiellas" (UBIETO ARTETA, Colección diplomática de Pedro I, n.º.33, p. 355)
- En el año 1610 era de la universidad de Huesca (DURÁN, Geografía.p.67)
- En el año 1655 era del Colegio de Huesca (Simancas, Estado, leg.213, fol.6)
- 1960-1970 se incorpora a Angüés.

## Demografía
| Gráfica de evolución demográfica de Velillas entre 1842 y 1960 |
| |
| Población de derecho según los censos de población del INE Población de hecho según los censos de población del INEEntre el censo de 1970 y el anterior, este municipio desaparece porque se integra en el municipio Angües |

## Monumentos
- Iglesia parroquial dedicada a San Martín (renacimiento)
- Ermita de San Bartolomé
- Ermita de Santa Bárbara